# La Cañada, Aquismón
La Cañada är en ort i Mexiko.   Den ligger i kommunen Aquismón och delstaten San Luis Potosí, i den centrala delen av landet, 270 km norr om huvudstaden Mexico City. La Cañada ligger 171 meter över havet och antalet invånare är 152.
Terrängen runt La Cañada är kuperad. Runt La Cañada är det ganska glesbefolkat, med 48 invånare per kvadratkilometer. Närmaste större samhälle är Ciudad Valles, 18,8 km nordost om La Cañada. I omgivningarna runt La Cañada växer huvudsakligen savannskog.